# Polybius (jeu vidéo, 2017)
Pour les articles homonymes, voir Polybius.
Polybius est un jeu vidéo shoot 'em up développé et édité par Llamasoft sorti en mai 2017 sur la PlayStation 4 avec le support PlayStation VR. Une version pour Microsoft Windows a été publiée en décembre 2018. Le jeu tire son nom et son inspiration du jeu d'arcade fictif sorti en 1981, Polybius.

## Développement et publication
En 2016, Llamasoft a annoncé un jeu nommé Polybius pour la PlayStation 4 avec prise en charge de la PlayStation VR. Polybius a été ajouté sur le PlayStation Store le mardi 9 mai 2017. Au début du marketing, le co-auteur Jeff Minter a affirmé avoir été autorisé à jouer sur une borne d'arcade Polybius dans un entrepôt à Basingstoke. Minter a cité l'influence de plusieurs autres jeux, notamment Space Harrier, After Burner, Star Wars de 1983, STUN Runner, Zarch et très probablement NanoTek Warrior.
Le 13 juillet 2017, le groupe de rock industriel Nine Inch Nails a sorti un clip vidéo pour la chanson " Less Than ", mettant en vedette une femme jouant à Polybius. Llamasoft a décrit plus tard la version du jeu utilisée dans la vidéo, une version personnalisée exécutée sur PC avec séquençage d'effets configurable par l'utilisateur.
Depuis le 7 novembre 2018, la page de jeu sur Steam est en ligne, avec une date de sortie au quatrième trimestre, jouable en VR ou non-VR. Le jeu est sorti sur PC le 21 décembre 2018.

## Accueil
Sur l'agrégateur de critiques Metacritic, le jeu détient une note moyenne de 84 sur 100, basée sur 13 avis, indiquant « des avis généralement favorables ».  Metro l'a nommé « l'un des jeux d'action définitifs de la génération actuelle ». Eurogamer lui a décerné un Recommended trophy, le qualifiant de « magique » ainsi que l'une des meilleures œuvres de Llamasoft. Le site Web l'a également classé 44e sur sa liste des « 50 meilleurs jeux de 2017 ».  Le jeu a été nommé pour le Coney Island Dreamland Award du meilleur jeu de réalité virtuelle aux New York Game Awards 2018.